# Двопроточни турбомлазни мотор
Двопроточни турбомлазни мотор (енгл. fanjet) је тип ваздухопловног млазног мотора заснованог на гасној турбини и на вентилаторском протоку ваздуха око комплетног склопа једнопроточног турбомлазног мотора („језгра“). Укупни потисак се постиже са доприносом ова два ефекта струјања, кроз вентилаторски систем и кроз млазницу. Део вентилаторског ваздуха пролази кроз језгро мотора, снабдевајући горионик са кисеоником за сагоревање горива. Међутим, остатак ваздуха заобилази језгро мотора, меша се са убрзаним његовим током, што између осталога значајно смањује и буку издувних гасова. Знатно спорији вентилаторски проток ваздуха (обилазни) производи ефикаснији потисак него сама млазница од језгра мотора, а та чињеница доприноси смањују специфичне потрошње горива.
Склоп двопроточног турбомлазног мотора се конструктивно изводи у апликацијама, са заједничком и са одвојеним млазницама.
Двопроточни турбомлазни мотори имају мању брзину издувних гасова, у односу на класичне турбомлазне. То их чини много ефикаснијим у подзвучној и крозвучној области брзина и на мањим надзвучним брзинама од турбомлазних мотора. На вишим надзвучним брзинама је ефикасан у комбинацији са уређајем за допунско сагоревање.
Двопроточни турбомлазни мотори се грубо деле на категорије, са малом и са великом количином обилазећег ваздуха, око језгра. Мотори са малим односом двопроточности, кориснији су за ловачке авионе, пресретаче. За борбене авионе, за непосредну подршку, при земљи, користе се мотори са великим односом двопроточнсти, а за вишенаменске борбене авионе са средњом, од 0,45 до 0,5. За путничке авионе се захтева висок однос двопроточности, што обезбеђује ниску потрошњу горива и малу буку. Велики однос двопроточности је најефикаснији када авион лети брзином од 800 до 885 km/h. То је брзина крстарења, односно економична брзина путничких авиона. Са двопроточним турбомлазним моторима, са ниским односом двопроточности, авиони могу постићи надзвучне брзине, али са уграђеним системом за допунско сагоревање. Од тога одступају, само врхунски ловачки авиони, „суперкрсташи”, који постижу надзвучне брзине и без укључења допунског сагоревања. То су првенствено амерички F-22 Раптор и руски Сухој ПАК ФА.

## Увод
За разлику од клипног, турбомлазни мотор има континуални ток процеса сагоревања.
Једновратилни млазни мотор је основни и најстарији тип, код кога ваздух улази са чеоне стране, па се затим компримује на виши притисак у компресору. Компримовани ваздух прелази у комору сагоревања (горионик), где се меша са горивом (керозином) и учествује у сагоревању. Топлота сагорелих гасова изазива ширење истих, а при томе се њихова кинетичка енергија преноси на ротацију турбине, што се са вратилом преноси на компресор. Процес експанзије у турбини донекле смањује притисак и температуру гаса. Преостала енергија гаса служи да обезбеди његово струјање у млазници. Овај процес даје силу потиска у смеру супротном од тога струјног тока.
После Другог светског рата, развијени су турбомлазни мотори са два вратила, да би се извели ефикаснији компресори са два степена компресије, са различитим брзинама ротације, чиме је повећана њихова ефикасност и остварен је већи притисак на улазу у комору сагоревања. Компресор је тако подељен у сегменте ниског и високог притиска. Сваки степен компресора покреће засебно (коаксијално) вратило, погоњено са сопственом турбином (сегмент компресора ниског притиска покреће турбина ниског притиска, а и високог притиска су међусобно упарени).
Двопроточни турбомлазни мотор је најчешће са два вратила, где је повећан сегмент компресора ниског притиска и у вентилаторски део, до тачке у којој се део ваздушног тока одваја од језгра и заобилази га. Овај обилазни ваздух, се шири кроз обилазницу и после се меша са топлим гасом из млазнице језгра, у слободној атмосфери (ако су одвојене млазнице), или се мешају у заједничкој млазници (ако је јединствена млазница). Захваљујући нижим брзинама истицања гаса, код савремених конструкција двопроточних турбомлазних мотора је мањом бука од турбомлазних. Двопроточни турбомлазни мотори такође имају бољу топлотну ефикасност. У двопроточном турбомлазном мотору, степен ниског притиска компресора је често вентилатор, а код већих односа протока (двопроточности) постоје обоје и то обично на истом погонском вратилу. Мотори за цивилну употребу имају наглашен вентилатор (слика горе десно), док већина за војне авионе (нпр. за борбене и за школске), за ту намену имају сегмент компресора ниског притиска са дужим лопатицама. Савремени војни транспортни авиони су опремљени моторима, као и цивилни путнички.
Мотори са гасном турбином, који предају готово сву своју снагу преко вратила на ротор елисе и даље су погодни на малим и спорим авионима, као што су мали путнички, за економичну потрошњу горива при малим брзинама лета, као и на средњим војним транспортним авионима, за високе перформансе полетања и велике аутономије лета. Код ових мотора је веома мали ефекат потиска млазнице.
Елисномлазни мотор је бољи на умереним брзинама лета, а турбомлазни мотор је бољи на великој брзини, па је онда логичан закључак, да је у неком средњем опсегу брзина, њихова мешавина најбоље решење. Та мешавина је решење у двопроточном турбомлазном мотору.
Разлика између двопроточног турбомлазног и елисомлазног мотора, поред директног потиска, је допринос струјања кроз уводни канал успореног ваздуха испред вентилатора. Као код елисе и код врхова лопатица вентилатора не сме локална брзина достићи брзину звука. Вентилатор је ефикасан на већим брзинама лета, али без локалних ударних таласа (локалне брзине звука).
У зависности од специфичног потиска (односа сила потиска / унос ваздуха), вентилатор најбоље ради на брзинама лета око 400 до 2 000 km/h, због чега двопроточни турбомлазни и елисомлазни мотори су најчешће решење за погон авиона у ваздухопловству, како подзвучних и надзвучних борбених, тако и школских авиона. Треба напоменути, да употреба већег попречног пресека проточног канала двопроточног турбомлазног мотора, успори улазни ваздух на подзвучне брзине (са чиме се смањује ризик за појаву ударних таласа кроз мотор).
Однос протока ваздуха око језгра и кроз њега је параметар, који се често користи за класификацију квалитета двопроточног турбомлазног мотора.
Код млазних мотора, уско је повезан интензитет буке са брзином издувних гасова, у приближној су сразмери 1:8. Велика двопроточност доприноси тихом раду, у односу на турбомлазни мотор и на двопроточни турбомлазни мотор са малим односом протока. Мали специфични потисак мотора (однос силе потиска / уноса ваздуха) даје и малу брзину издувних гасова по дефиницији, као што приближно дефинишу наредне једначине за силу потисака:
{\displaystyle F={\dot {m}}_{vaz}\cdot (V_{gas}-V_{0})}
Где је:
{\displaystyle \ F-\,} потисак, у аеродинамици се обележава са {\displaystyle \ T}
{\displaystyle {\dot {m}}_{vaz}-\,} проток масе на улазу у мотор
{\displaystyle V_{gas}-\,} брзина издувних гасова
{\displaystyle V_{0}-\,} брзина лета авиона, односно не поремећене струје ваздуха
Специфични потисак на основу горње прве једначине има облик:
{\displaystyle {\frac {F}{{\dot {m}}_{vaz}}}=(V_{gas}-V_{0})}
За брзину лета једнаку нули, сила потиска је директно пропорционална брзини истицања гаса из млазнице. 
 Релативно говорећи, за мали специфични потисак мотора, при великом попречном пресеку улазног канала ваздуха, 
 кроз који треба прилагодити проток, потребан је одговарајући потисак.
|  |  |

## Први двопроточни турбомлазни мотори
Први двопроточни турбомлазни мотори били су веома неекономични потрошачи горива, као и њихов укупан однос притиска и температуре на турбини, озбиљна су била ограничења са расположивом технологијом, у томе тренутку. Први такав мотор, направили су у немачком Дајмлер-Бенц DB 670 (означен као 109-007), који је експериментално коришћен 1. априла 1943. године. Мотор је касније напуштен, а рат се наставио и пратећи проблеми нису могли бити решавани. Британски ратни Метровик F.2, са аксијалним протоком, добио је вентилатор и тако је постао први њихов двопроточни турбомлазни мотор.
Побољшавањем материјала и са увођењем двостепеног компресора, као што је у мотору Прат енд Витнеј JT3C, повећан је укупан притисак и побољшан је термодинамички циклус, али је и добијена лоша погонска ефикасност, као код класичног турбомлазног мотора са високим специфичним потиском и великом брзином издувних гасова, што више одговара надзвучном лету.
Прави двопроточни турбомлазни мотори, са малом двопроточношћу, пројектовани су да побољшају погонску ефикасност са смањењем брзине издувних гасова на вредност ближе брзини авиона. Ролс-Ројс Конвеј, је први такав производ двопроточног турбомлазног мотора. Имао је двопроточност 0,3, слично модерним Џенерал Електрик F404 моторима за ловачке авионе. Цивилни двопроточни турбомлазни мотори, 60-их година 20. века, као што је Прат енд Витнеј JT8D и Ролс-Ројс Спеј, са двопроточношћу близу 1, али се не разликују од свога војног еквивалента.
Посебно је развијен двопроточни турбомлазни мотор Џенерал Електрик CF700, са односом двопроточности 2. Изведен је из турбомлазног Џенерал Електрик J85/CJ610 и интегрисан на више типова авиона, као и на Дасоовом Фалконом 20, са око 50% повећања потиска. CF700 је први мали двопроточни турбомлазни мотор, који је регистрован од стране Федерлне Ваздухопловне Администрације (FAA). Сада постоји преко 400 тих мотора CF700, у оперативној употреби широм света, са укупним радом од преко 10 милиона сати. Мотор CF700 је коришћен и за обуку астронаута у програму Аполо, као агрегат за лунарно слетање експерименталног возила.

## Заобилазно струјање
Велики специфични потисак (сила потиска / улаз ваздуха) и малу двопроточност, двопроточни турбомлазни мотор обично има са вишестепеним вентилатором, развијајући на тај начин релативно високог однос притиска (велики степен компресије) и велику експанзију са великом брзином издувних гасова. Језгро протока ваздуха треба да буде довољно велико да пружи довољно енергије за погон кола вентилатора. Мањи проток кроз језгро, а већа двопроточност је циклус који се може постићи са већом снагом ротора турбине, преко температуре гасова, који утичу у њу. То значи да на постојеће старе турбомлазне моторе, за војне авионе, двопроточност се може применити ако турбина може да прихвати повећање температуре улазних гасова и да се на тај начин надокнади потребан проток кроз већ постојеће лимитирано језгро. Решење је у побољшању материјала за лопатице турбине и у њиховом хлађењу.
Ефикасност рада двопроточног турбомлазног мотора постиже се са већим односом притиска струјног тока кроз млазницу, у односу на класични турбомлазни, али са нижом температуром издувних гасова, при истој сили потиска. Пошто је присутан пораст температуре у целом мотору, није потребно више горива за повећање исте испред млазнице, што резултује са мањом специфичном потрошњом.
Неколико војних двопроточних турбомлазних мотора (међу њима и F404), са малом су двопроточношћу, имају адаптивне улазне усмеравајуће лопатице са „клавирским шаркама“, за оптимално усмеравање ваздуха испред сегмента малог притиска компресора. То побољшава вентилаторски опсег режима протока. Крило променљиве стреле F-111 омогућава му веома висок опсег брзина и висина лета и носивости оружја, што омогућава овај мотор, а он такође исто погони и познати F-14 Томкет, супериорни ловац у ваздушном простор. Велику агилност и ефикасност, при лету са брзинама еквивалента M=2, постигли су ти авиони.

## Сагоревање у двопроточном турбомлазном мотору
Од 70-их година 20. века, већину ловачких авиона у свету погоне двопроточни турбомлазни мотори, са малом и са средњом двопроточношћу, са заједничком млазницом променљивог попречног пресека на излазу и са уређајем за допунско сагоревање. Сагоревање горива, убризганог са уређајем за допунско сагоревање, подиже температуру издувних гасова, а са тиме и њихову брзину истицања, из млазнице. То резултује са већим потиском мотора. Млазница са променљивом геометријом обезбеђује већи попречни пресек грла, за истицање додатно увећане количине гасова при укључењу уређаја за допунско сагоревање. Допунско сагоревање је намењено да пружи значајно повећање потиска за полетање, кроззвучно убрзавање авиона и за борбене маневре, али је тада значајно повећана потрошња горива. Због тога се допунско сагоревање користи само за кратке фазе лета авиона.
За разлику од главног горионика, где се низ струјни ток оштећују лопатице турбине, са високим температурама. Допунско сагоревање може да ради на максималној идеалној температури од око 2 100°К.

При примени смеше константног односа горива и ваздуха, укупан проток горива, за дати вентилатор, биће исти, без обзира на специфични потисак мотора. Међутим, високи специфични потисак двопроточног турбомлазног мотора, по дефиницији, имаће већи однос притиска у млазници, што даје резултат већег потиска и зато је мања специфична потрошња горива. Ситуација је обрнута код двопроточног турбомлазног мотора са средњим специфичним потиском. Зато су старији типови мотора, без двопроточности, били погодни за ловачки авион, који је морао да остане у борби са допунским сагоревањем прилично дуго и зато је морао да се бори само близу аеродрома (без преласка у далека подручја), док су новији типови двопроточних турбомлазних мотора бољи за ваздухоплове који лете на веће удаљености, или дуже време крстаре, пре почетка борбе.
Међу модерне двопроточне турбомлазне моторе за борбене авионе, са малом двопроточношћу, спадају Прат енд Витнеј F119, ЕУРОЈЕТ EJ200 и Џенерал Електрик F110 и F414, који имају заједничку млазницу, допунско сагоревање и променљив излазни пресек млазнице. Мотор са базним управљивим вектором потиска је Ролс-Ројс Пегасус, авиона Харијер, са вертикалним полетањем.

## Двопроточни турбомлазни мотор са великом двопроточношћу
|  |  |  |

| Анимација двопроточног турбомлазног мотора са великом двопроточношћу, са два вратила. A Унутрашње вратило B Спољње вратило C Стационарно кућиште 1 Гондола 2 Вентилатор 3 Степен ниског притиска компресора 4 Степен високог притиска компресора 5 Горионик 6 Турбина са високим притиском 7 Турбина са ниским притиском 8 Основна млазница 9 Млазница вентилатора | Шема двопроточног турбомлазног мотора Двопроточни турбомлазни мотор без мешања издувних гасова. Унутрашње вратила је обојено са зеленом бојом (повезује турбину и компресор ниских притисака), а спољње са пурпурном бојом (повезује турбину и компресор високих притисака). Вентилатор покреће вишестепена турбина ниског притиска. | Цртеж пресека мотора Џенерал Електрик CF6-6 Следи и слика изложеног узорка. |

Мали специфични потисак (сила потиска / улаз ваздуха) и висока двопроточност двопроточног турбомлазног мотора користи се данас у цивилном ваздухопловству (само код неких војних транспортних авиона), а 60-их година 20. века, код тих авиона били су мотори са великим специфичним потиском и са малом двопроточношћу (тада се само са том технологијом располагало).
Мали специфични потисак се постиже са заменом вишестепеног вентилатора са већим једностепеним. За разлику од неких војних мотора, модерни цивилни двопроточни турбомлазни мотори немају непокретне (статорске) лопатице за усмеравање улазног ваздуха, испред ротора вентилатора.
Језгро (или гас генератор) мотора, мора да генерише довољно енергије за погон турбине ниског притиска, који преко вратила, погони вентилатор. Кроз побољшање хлађења турбине, увођење квалитетних материјала и технологија, проточни гас се доводи на њен ротор и лопатице са вишом температуром што доводи до њене веће снаге, па и повећања ефикасности целог мотора. Тренутно је најчешћи однос протока ваздуха 5:1 (обилазни:кроз језгро).
Смањење основне масе протока кроз језгро захтева веће оптерећење турбине ниског притиска, тако да се овој јединици морају додавати нови степени (редови лопатица) да би се смањило просечно оптерећење и да се одржи укупна ефикасност турбине. Смањење основног тока кроз језгро такође повећава однос протока (5:1, или више, према тренутној пракси).
Даља побољшања топлотне ефикасности у језгру, могу се постићи са подизањем односа укупног притиска у њему. Побољшање аеродинамике протицања смањује потребу за повећањем броја додатних степени притиска компресора. Са више степени притиска компресора, значајно се повећава и притисак у укупном резултату. Компресори са променљивом геометријом (подешавање нападног угла лопатица статора) адаптирају се на промену режима струјања.
Један од првих двопроточних турбомлазних мотора са високом двопроточношћу је Џенерал Електрик TF39, који је пројектован средином 60-их година 20. века за погон војног транспортног авиона Локид C-5 Галаксија. Цивилни мотор Џенерал Електрик CF6 користи изведена решења. Следе двопроточни турбомлазни мотори Прат енд Витнеј JT9D, са три вратила Ролс-Ројс RB211 и CFM Интернационални CFM56. Новији двопроточни турбомлазни мотори са високом двопроточношћу укључују Прат енд Витнеј PW4000, са три вратила Ролс-Ројс Трент, Џенерал Електрик GE90 и GP7000, заједнички произведен од GE и P&W.
Двопроточни турбомлазни мотори са високом двопроточношћу су тиши од претходних цивилних са малом двопроточношћу. Није толико због веће двопроточности колики је допринос коришћења ниског односа притиска. Једностепени вентилатор значајно смањује специфични потисак, а са тиме и брзину истицања. Комбинација високог односа притиска и високе температуре испред турбине доводи до повећања топлотне ефикасности. Заједно са нижим специфичним потиском, доводи до ниже потрошње горива.
Из разлога економичности, као и смањења буке, готово све данашње цивилне авионе покрећу двопроточни турбомлазни мотори са високом двопроточношћу. Модерни борбени авиони имају тенденцију да користе двопроточне турбомлазне моторе са ниском двопроточношћу, а војни транспортни (нпр. C-17) углавном користе као и цивилни, путнички.
Зато што је мања брзина истицања гаса при високом односу двопроточности и при ниском специфичном потиску, двопроточни турбомлазни мотори имају велики потисак на већим брзинама лета. Због тога тај мотор мора бити велик да би испунио услове полетања, пењања, а и брзине крстарења у лету су велике, еквивалента са Маховим бројем, M = 0,83. Статички потисак (брзина авиона је једнака нули), релативно је висок. Ово омогућава оптерећено, широко тело авиона да се лако убрза током полетања и самим тим и полетање у разумној дужини стазе.
Удвојени двопроточни турбомлазни мотори, исто се димензионишу да обезбеде лет при престанку рада једног од њих, током полетања авиона, при чему је смањен укупан потисак за 50%. Модерни авиони, са удвојеним моторима обично веома стрмо пењу, одмах након полетања. Ако један мотор престане да ради, пењање је много блаже, али је довољно да безбедно прелети препреке.
У Совјетском Савезу/Русији су први широкотрупни авиони, Иљушин Ил-86 опремљени двопроточним турбомлазним мотором, са малим односом двопроточности. Јаковљев Јак-42, средњег долета, са уграђеним моторима на задњем делу трупа авиона, са 120 путника, уведен је 1980. године, био је први совјетски авион који је користио двопроточне турбомлазне моторе са великом двопроточношћу.

## Конфигурације двопроточних турбомлазних мотора
Апликације двопроточних турбомлазних мотора, изводе се у различитим конфигурацијама. За дати циклус (то јест за исти проток ваздуха, однос двопроточности и притиска испред и иза вентилатора, укупни однос притиска и снаге турбине и температуре доведеног гаса на њу), избор конфигурације двопроточног турбомлазног мотора има мало утицаја на његове укупне перформансе.
Пројекат са великим укупним односом притиска мотора отежава циклус, постаје тежи систем компресије гаса, са појавом нестабилности, познате као „талас у компресору“. Ово се дешава када су на неким од лопатица компресора изазвана отцепљења ваздушних струјница (као код крила авиона). Међутим, отцепљење струјница ваздуха на лопатицама компресора може да се избегне, са предузимањем мера:
1. отварање између степени (секција) компресора вентила (неефикасно) и / или

1. закретање променљивих статорских лопатица у компресору

Већина савремених цивилних двопроточних турбомлазних мотора раде са релативно високим односом притиска компресора (велики степен сабијања ваздуха), са више редова померљивих статорских лопатица за контролу појаве таласа, при промени режима. У мотору са три вратила RB211/Трент језгро система компресије је подељено на два дела, са сегментом компресора, који погони посебно коаксијално вратила од турбине са ниским притиском. Пошто у томе сегменту компресора је скроман однос притиска може се појавити нежељено отцепљење ваздушне струјнице од лопатица, без употребе променљиве геометрије статорских лопатица. Међутим, пошто је неизбежан тај сегмент компресора са почетним мањим притиском, неизбежно је постојање најмање једног реда покретних скретних лопатица статора (са подесивим углом).

### Једновратилни двопроточни турбомлазни мотор
Веома је ретко решење једновратилног двопроточног турбомлазног мотора, али је најједноставније конфигурације, састоји се од вентилатора и компресора високог притиска, које покреће једностепена турбина и то је све на истом вратилу. Снекмин мотор M53, који је на ловачким авионима Мираж 2000/Мираж 4000, пример је за двопроточни турбомлазни мотор са једним вратилом.

### Са два вратила
Велики број двопроточних турбомлазних мотора су са два вратила. У тој конфигурацији су оба вентилатора и турбина а и компресор ниског притиска на заједничком дужем мањег пречника вратилу, унутрашње краће вратило већег пречника повезује и преноси погон на компресор високог притиска од турбине високог притиска. Типичан мотор ове конфигурације је BR710. За мање величине потиска, уместо потпуно аксијалних низова лопатица, компресор високог притиска може бити изведен у конфигурацији аксијално-центрифугални (нпр. Џенерал Електрик CFE738), двостепени центрифугални или друге комбинације (нпр. Прат енд Витнеј Канада PW300).

### Са два ојачана вратила
Већи однос укупног притиска, може се постићи подизањем притиска у степену компресора високог притиска, или додавањем степена компресора средњег притиска, између ниског и високог. На тај начин се повећава укупан однос. Са овим решењем су добијени добри резултати и она су се усталили у пракси, са већим добитком од 40:1. Сви велики амерички двопроточни турбомлазни мотори (нпр. Џенерал Електрик CF6, GE90, GEnx и Прат енд Витнеј JT9D и PW4000 имају у функцији средњи степен компресије, са средњим притиском, постављен на вратило које погони турбина ниског притиска, заједно са вентилатором. При томе је број обртаја диктиран са граничном брзином врхова лопатица вентилатора. Велики однос двопроточности, то јест лимитираног проточног канала вентилатор смањује релативни пречник степени (сегмената) компресора. Због тога је већи број степени (сегмената) неопходно извести, за одређени пораст притиска, да би се смањила локална брзина струјања ваздуха кроз њега.

### Са три вратила
Британска фирма Ролс-Ројс изабрала је конфигурацију са три вратила за њихов велики цивилни двопроточни турбомлазни мотор Ролс-Ројс RB211 и Ролс-Ројс Трент, где је сегмент компресора средњег притиска засебно уграђен на вратило турбине средњег притиска. Сва три вратила су концентрично постављена, са заједничком осом симетрије. Сходно томе, сегмент компресора средњег притиска може да се брже обрће од вентилатора, повећање његове брзине је значајно, са чиме се смањује број венаца лопатица, потребних за дати укупни пораст притиска у компресору. Пошто RB211/Трент конструкција има већи пораст укупног притиска од америчких мотора, добијен је резултат са краћим и лакшим мотором. Међутим, мотор са три вратила је сложенији за израду и за одржавање. Такође и војни мотор RB199 је исто са три вратила.
Руски мотор Лотарев Д-36 је исто са три вратила, као и његови „рођаци“ Д-18Т и Д-436.

### Редуктор вентилатора
Са повећањем односа двопроточности, нарастао је пречник вентилатора, а са тиме и и обимна брзина врхова његових лопатица, које имају ограничење до појаве ударних таласа. Са друге стране, пошто су вентилатор и сегмент компресора ниског притиска на истом вратилу, мора бити довољно велики његов број обртаја због испуњења минимума ефикасности компресора. Ове супротности се решавају са увођењем планетарног редуктора између њих, тако да се с њим умањује број обртаја вентилатора. На овај начин се обезбеђује оптимална брзина за вентилатор, а и за сегмент компресора ниског притиска, без обзира што их покреће иста турбина, са заједничким вратилом.
Типични примери оваквих решења су на моторима: Гарет TFE731, ALF 502 / LF 507 и PW1000G.
|                                                             |                                  |
| У овом примеру, преносник (зелено) тренутно мирује, а       | Смањење броја обртаја на вратилу |
| централни зупчаник (жуто) се користи као улаз (покретач).   | вентилатора мотора               |
| Планетарни зупчаници (плаво) окрећу се у односу у           | Прат енд Витнеј Канада PT6.      |
| одређен на број зуба у датом степену преноса. Овде је однос |                                  |
| 24/16, или -3 / 2; планетарног зупчаника се претвара брзина |                                  |
| у 3 / 2 у односу на централни жути, у супротном смеру.      |                                  |

### Војни двопроточни турбомлазни мотор
Већина наведених конфигурација ваздухопловних авиона су за цивилну намену, док савремени војни су обично са два вратила. Типичан је пример француски мотор Снекма M88. 

### Турбина високог притиска
Већина цивилних двопроточних турбомлазних мотора су оптимизирани за високу ефикасност, користе два низа (степена) лопатица турбине високог притиска, за погон секције компресора високог притиска. Мотор CFM56 користи алтернативни приступ: једностепену јединицу, са повећаном енергијом. Овај приступ је мање ефикасан, али постоје уштеде ваздуха на хлађењу турбине, мања је тежина и цена. Код мотора RB211, из Трент серије Ролс-Ројс, одвајају се две фазе компресије, у две засебне јединице. Компресор високог притиска је на вратилу турбине високог притиска, а вратило турбине ниског притиска покреће компресор ниског притиска и вентилаторски сегмент. Модерни војни двопроточни турбомлазни мотори имају тенденцију да користе један степен турбине веће снаге.
|                                                    |                         |
| Шематска илустрација турбине са два низа лопатица. | Анимација рада турбине. |

### Турбина ниског притиска
Савремени цивилни двопроточни турбомлазни мотори, имају вишестепене турбине ниског притиска (користе се 3, 4, 5, 6, 7). Број степени зависи од захтева мотора, односа двопроточности и захтева за количину пуњења са ваздухом са компресором, који је на вратилу турбине ниског притиска, заједно са вентилатором. Усмерено струјање ваздуха у вентилатору, у неким апликацијама, може да смањи потребан број степени турбине ниског притиска, због мањих губитака. Војни двопроточни турбомлазни мотори, обично имају само један или два степена турбине ниског притиска.

## Циклус побољшања
Могућност за побољшање је мешавина двопроточног турбомлазног мотора са фиксним односом допунског протока ваздуха. Повећање укупног притиска, са повећањем односа компресије система, подиже се температура унетог ваздуха у комору сагоревања. Дакле, са фиксним протоком горива добија се пораст снаге ротора турбине, преко веће улазне температуре гаса. При већем порасту температуре, у систему компресије, подразумева се и већи пад температуре у систему турбине (веће одвођење рада), у мешовитој млазници температура је непромењена, јер се иста количина топлоте додаје у систем. Постоји, међутим, повећање притиска у млазницама, јер укупни однос притиска расте брже у односу на ширење у турбини, изазвано са порастом притиска са уносом додатне топлоте. Сагласно с тиме, укупни потисак се повећава, док се специфична потрошња горива (проток гориво / нето потисак) смањује.
На овај начин двопроточни турбомлазни мотор може бити са мањом потрошњом горива, са подизањем односа притиска доводног ваздуха у горионик и температуре улазног гаса у турбину. Међутим, бољи материјали за израду турбине, посебно њених лопатица, и њихово боље хлађење морају да се носе са проблемима топлотне отпорности у оба ротора турбине, а и у компресору је повећана загрејаност. Тај проблем се решава са побољшањем нових материјала и технологија.
Укупни однос притиска могу да повећају вентилатор, или компресор ниског притиска и компресор високог притиска. Ако је у питању ово друго и одржава се константно, повећање рада компресора прати испорука вишег притиска и температуре, а то повећава брзину турбине високог притиска. Међутим, постоји граница, за предузимање таквих мера. Ограничења су поред топлотних и механичке издржљивости лопатица турбине и њене аеродинамичке границе законитости струјања и нивоа пада притиска гаса при протицању кроз њих.
Једноставно према теорији, ако се однос температуре на ротору турбине (за погон компресора), који са својим повећаним радом успева да одржава ту повећану температуру, режим система је изводљив. Међутим, то претпоставља да је добијени циклус унапређен, задржавајући излазну снагу компресора у функције протока. У пракси, промене и прилагођавања турбине високог притиска, у томе случају, су неизбежни.

## Повећање потиска
Пораст потиска је могућ са повећањем могућности језгра. Код двопроточног турбомлазног мотора, под језгром се сматра основни део који представља класични млазни мотор (без вентилаторског дела), без доприноса вучне силе од лопатица компресора ниског притиска, већ само потисак из доприноса млазнице. Постоје два основна начина на располагању за пораст потиска:
- Топлотни начин, са повећањем температуре гаса који покреће турбину високог притиска.
- Хладни начин је са повећањем основне проточне масе гаса.

Оба начина захтевају повећање протока кроз горионик и више горива, при чему повећана топлотна енергија повећава проток кроз језгро мотора.
Топлотни начин може да има за последицу промене на турбинским лопатицама (нове материјале и / или њихово хлађење). Хладни начин може се извести на више начина, али сви повећавају укупан однос притиска и проток ваздуха кроз језгро.
Алтернативни начин, језгро се може димензионо повећати, па се повећа и проток ваздуха кроз њега, без промене укупног односа притиска. Овај пут је скуп, јер нове димензије подсистема, посебно турбине (а можда и већег компресора) је последично нужно, а много кошта.
Промене морају да се усагласе са вентилатором, да исти рационално искористи додатну снагу језгра. На цивилном мотору, да би се задржао ниво буке, значи да свако значајно повећање потиска мора бити праћено са одговарајућим повећањем протока масе ваздуха кроз вентилатор, што обично повећава његов пречник. Код војног мотора, однос притиска који направи вентилатор треба бити повећан за побољшање специфичног потиска. Овде бука није битан фактор.

## Анализа и нове технологије
У оквиру свих, па и у општем разматрању, од кључне је важности параметар специфичног потиска (нето потисак / унети ваздух) за двопроточни турбомлазни, a и за све млазне моторе у целини. Под претпоставком да на замишљеном моделу вентилатор са електро погоном ради у оквиру цеви, која се продужава у млазницу. Очигледно је, да створени однос притиска (излазни из вентилатора / улазни у вентилатор), доприноси повећању брзине истицања из млазнице и оствареном специфичном потиску. По аналогији, тај модел је могуће заменити са еквивалентом двопроточног турбомлазног мотора, да се при томе задржи исти проток ваздуха и све остало. При томе, језгро двопроточног турбомлазног мотора, мора произвести довољну енергију, потребну турбини ниског притиска, за погон вентилатора и дела компресора за ниски притисак. Ако се изабере турбина са нижом температуром улазног гаса, тада проток ваздуха кроз језгро треба бити већи, да би се надокнадила потребна енергија. Одговарајући однос двопроточности, тада се смањује. Ако се подигне улазна температура, проток ваздуха кроз језгро мотора може бити мањи, чиме се повећава однос двопроточности. Подизање температуре на улазу у турбину повећава топлотну ефикасност и утиче на смањење потрошње горива.

Са висином лета смањује се густина ваздуха, самим тим, и нето потисак мотора. Тај ефекат се одражава на брзину лета авиона, под називом „пад потиска“. Поново написана приближна једначина за нето потисак је:

{\displaystyle F={\dot {m}}_{vaz}\cdot (V_{gas}-V_{0})}

Код млазног мотора са високим специфичним потиском, као код ловачких авиона, чија је брзина релативно велика, логично произилази да је повећање брзине лета од мањег утицаја на измену нето потиска, него што је то код истих са средњим специфичним потиском, као што је пример код мотора на школском авиону, где је брзина истицања мања. Утицај брзине лета на промену потиска, код мотора са ниским специфичним потиском, као код цивилних мотора, још је израженији. На великим брзинама лета, високи специфични потисак мотора може изазвати горњи врх нето потиска, кроз пораст узимања ваздуха, али овај ефекат се умањује са суперсоничном брзином, због губитака услед појаве ударних таласа на врховима кракова вентилатора.
Када потисак расте са повећањем протока ваздуха кроз вентилатор, тада се смањује и бука мотора. Међутим, већи проток ваздуха кроз вентилатор захтева више енергије из језгра мотора, за погон турбине ниског притиска. Ово се може постићи подизањем односа притиска у целом систему (улазни притисак у турбину / улазни притисак у горионик), са циљем да се повећа проток ваздуха кроз језгро и повећа улазна температура у турбину. Ови параметри, заједно, имају тенденцију да повећају основну топлотну ефикасност мотора и смање потрошњу горива.
|                                          |                                          |
| Резултати са повећавањем односа протока, | Резултати са повећавањем односа протока, |
| када вентилатор нема редуктор.           | када вентилатор има редуктор.            |

При томе се јављају и други проблеми, у оквиру међусобног утицаја и других фактора. Са повећањем вентилаторског протока, до одређене мере може се смањивати бука, као и специфична и укупна потрошња горива, што је приказано на слици горе.
❋ Међутим, постоји „превојна тачка“, после које повећавање односа двопроточности постаје контра продуктивно. После које почиње да нагло расте укупна потрошња горива, што доводи у питање једног од мотива за даље повећање односа протока, око и кроз мотор. Наиме, у тој „превојној тачки“, са порастом односа двопроточности, пречник вентилатора значајније почиње да расте, што нарушава перформансе мотора. Локална брзина врхова вентилатора је ограничена брзином звука, што значи да повећање пречника мора пратити смањивање броја његових обртаја, да би се задржала обимна брзина. Смањење броја обртаја, у томе случају, смањује брзину и турбине ниског притиска, као и њиховог заједничког вратила (турбина и компресор ниског притиска и вентилатор), што има за последицу смањење степена сабијања ваздуха у целом језгру мотора, а то је уједно и смањивање снаге турбине, што се мора надокнадити са повећаном количином горива. Увођење посебне турбине и вратила за погон вентилатора доприноси допунском порасту попречног пресека и масе мотора, што повећава укупну потрошњу горива (види леви дијаграм на слици горе). Значи, да без обзира на могућности смањења буке, није рационално ићи даље на повећање односа протока ваздуха, пошто се то плаћа са великим повећањем укупне потрошње горива.
Решења, у даљем развоју, иду у смеру задржавања заједничког вратила за погон вентилатора и компресора ниског притиска, с тим да се испред вентилатора угради редуктор који обезбеђује одговарајућу редукцију његове брзине, сагласно пречнику, до брзине звука на врховима кракова. Ово решење даје резултате, приказане испрекиданом линијом, на десном дијаграму, слика горе.
Неки цивилни двопроточни турбомлазни мотори користе изузетно малу промену површина попречних пресека конвергентно-дивергентне обилазне млазнице (мање од 1,01), протока који производи вентилатор. Млазница делује као да има променљиву геометрију. На малим брзинама лета, млазница је пригушена (мања брзина од брзине звука), тако да се издувни гасови убрзавају када улазе у грло, а затим се лагано успоравају када су у дивергентној секцији. Зависно од разлике притиска, на излазном делу млазнице контролише се рад вентилатора, што је даље грло од вентилатора, на његов рад мање делује пригушење у грлу. На већим брзинама лета, кроз чеону површину се узима ваздух, са порастом односа притиска, у смеру према млазници, све до тачке када постаје пригушење у грлу (М = 1,0). Под овим околностима, пресек грла диктира рад вентилатора, јер се са смањењем пресека на излазу, благо помера његов режим рада према режиму прве појаве локалних ударних таласа. То није проблем, јер је оптимални режим рада вентилатора близу те појаве локалних ударних таласа, при великим брзинама лета авиона.
Због тога што савремени цивилни двопроточни турбомлазни мотори раде са малим специфичним потиском, довољан им је једностепени вентилатор за обезбеђење потребног односа (скока) притиска. Жељени укупни коефицијент скока притиска, за цео циклус мотора, постиже се у више етапа компресије, дуж његовог језгра. Ролс-Ројс дели процес компресије на две фазе, преко поделе компресора на секције, са ниским и са високим притиском. Обе секције покрећу једностепене турбине, преко засебних вратила. Сходно томе, довољно је да сам компресор високог притиска оствари скроман однос притиска, у томе укупном низу, (нпр. ~ 4,5:1). Амерички цивилни мотори користе компресоре високог притиска са далеко већим захтевима (нпр. ~ 23:1 на Џенерал Електрик GE90) и они су обично погоњени са двостепеном турбином високог притиска.
Мотори на борбеним авионима испуњавају услове лета са великом брзином и на нула метара висине, те се гранична температура гаса, испред турбине високог притиска, постиже при оствареном прилично скромном укупним односу притиска, у поређењу са цивилним моторима. Такође, однос притиска који направи вентилатор је релативно велики, за остварење средњег до високог специфичног потиска. Сходно томе, модерни војни двопроточни турбомлазни мотори обично имају једностепени компресор са апсорбованом снагом само од око 4,5 kW, а за то је довољна једностепена турбина високог притиска. Војни двопроточни турбомлазни мотори, са ниским односом двопроточности, обично имају једну једностепену турбину, али је за већи однос двопроточности потребна двостепена турбина. Теоријски, са додавањем сегмента компресора нижег притиска, модерни војни двопроточни турбомлазни мотори могу да се користе на цивилним авионима, стим да је језгро у томе случају сувише мало за апликације великог потиска.
Лопатице турбина код двопроточних турбомлазних мотора су изложене великој топлоти и оптерећењима, и захтевају посебна техничко технолошка решења. Нови материјали, конструктивна решења и технолошки поступци израде су резултат научних истраживања, обезбедили су да лопатице турбине подносе екстремне топлотне услове под великим механичким оптерећењима. Освојена је технологија металних једнокристалних лопатица, које подносе високе температуре без топлотног ширења и деформација. Комбинација са керамиком веома је деликатна, због различитог коефицијента топлотног ширења.
Суперлегуре, на бази челика, хрома, никла, кобалта и молибдена, користе се за израду лопатица турбине високог притиска, примењују се у готово свима турбомлазним моторима. Отпорност лопатица турбине на високе температуре је повећана кроз неколико приступа: специјални процес ливења, поступак хлађења, термичка обрада и заштита и развој високо способних легура.
Процес оптимизације пројекта склопа диска турбине, лопатица и њихове везе је веома сложен процес. Реализује се са већим бројем итерација, све док се оптимално не искористе сви доприноси расположивих материјала, технологија и метода оптимизације са расположивим рачунарским ресурсима. Груба илустрација приказана је са блок шемом, на слици.
Материјали за лопатице турбине су побољшавани годинама, нарасла је снага преко повећања температуре улазног гаса, због бољих материјала и због увођења хлађења лопатица. Релативно хладан ваздух се доводи из система компресије, заобилазећи процес сагоревања, и улази у канале у лопатицама, кроз које протиче. Након одузимања дела топлоте са лопатица, ваздух истиче у главни ток гаса, према млазници.
Строго говорећи, посматрајући цео циклус у турбини високог притиска, вредност улазне температуре, након њеног пада при протицању кроз статор, меродавна је за снагу турбине. За неке савремене војне и цивилне моторе су крајње температуре реда и до 1 850 K, то су краткотрајне вредности у полетању, за цивилне, а за војне у полетању и при вођењу борбе.
|                                           |                  |                                       |
| Ранији начин „укљештења“ корена лопатице. | Термичка заштита | Систем хлађења лопатице, са ваздухом. |
|                                           | лопатице.        |                                       |

## Произвођачи двопроточних турбомлазних мотора
Познатији произвођачи двопроточних турбомлазних мотора у свету су:
- Џенерал Елецтрик, Америка
- CFM Интернешл, међудржавна
- Ролс-Ројс, Велика Британија
- Прат енд Витнеј, Америка
- Авиодвигатељ, Русија
- Ивенко-Прогрес, Русија